# Línea de Azambuja
La Línea de Azambuja es uno de los cuatro servicios de la red de trenes suburbanos de la CP Urbanos de Lisboa, en la Gran Lisboa, Portugal, con circulaciones entre Santa Apolónia y Castanheira do Ribatejo, y entre Alcântara Terra y Azambuja, usando la Línea de Cintura y parte de la Línea del Norte. Es representada en rojo en los diagramas de los servicios de la CP Lisboa .

## Estaciones
Desde la estación de Sete Rios hasta la estación de Alverca (líneas de Cintura y del Norte), el servicio Línea de Azambuja circula en conjunto con el servicio Línea de Sintra.
- Estación de Espadanal da Azambuja